# توالب (مذيخرة)

تعديل مصدري - تعديل

تؤالب محلة تابعة لقرية الشرف، التابعة لعزلة حمير بمديرية مذيخرة إحدى مديريات محافظة إب في الجمهورية اليمنية.، بلغ تعداد سكانها 103 نسمة حسب تعداد اليمن لعام 2004. 